# Premi David Jove
El Premi David Jove (en italià: David Giovani) és un premi de cinema que anualment atorga l'Acadèmia del Cinema Italià (ACI, Accademia del Cinema Italiano) i destinat a la millor pel·lícula votada, amb una normativa específica, per un jurat format per joves de secundària i universitats.S’atorga anualment en el context del David di Donatello, a partir de l'edició del 2004.

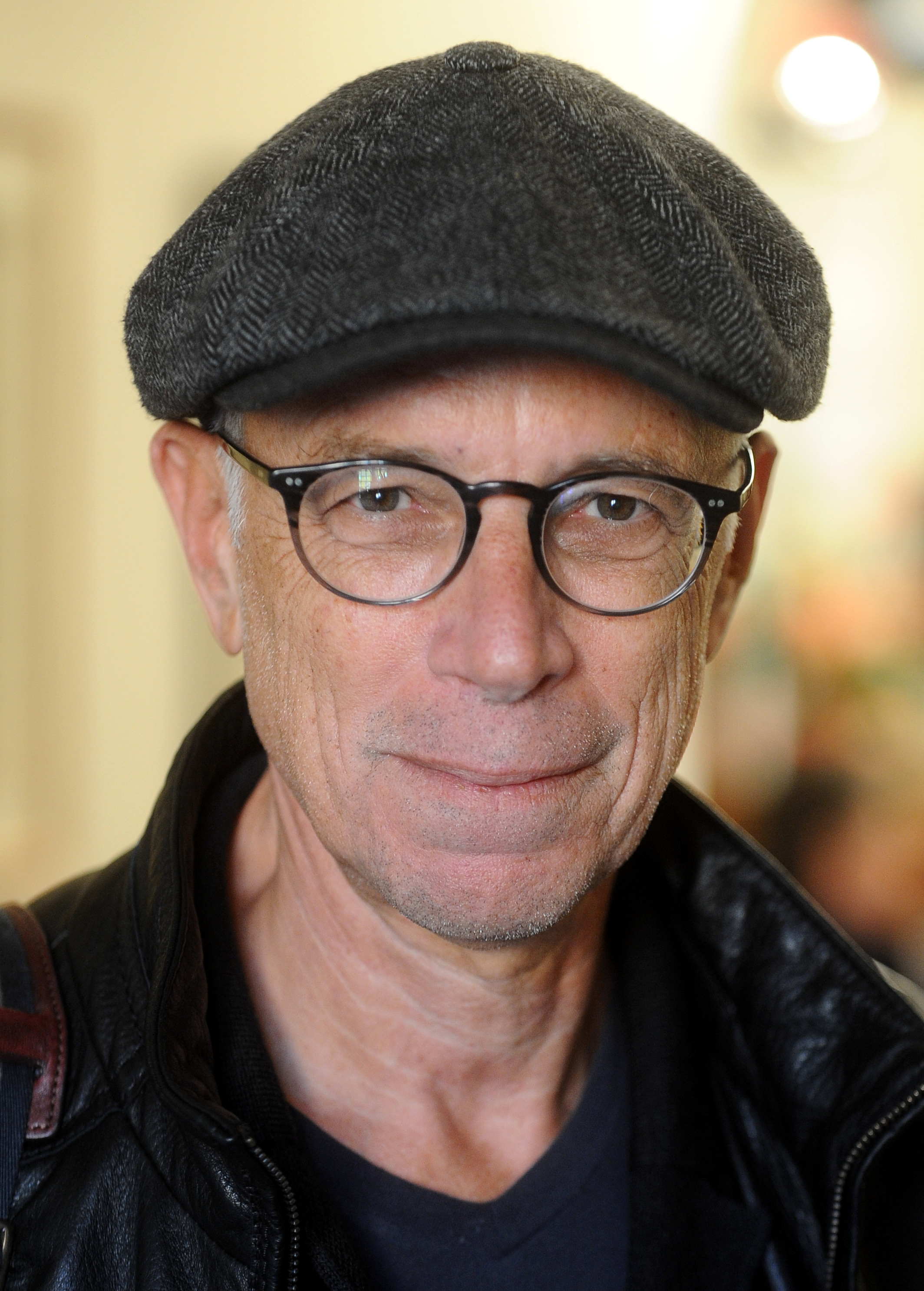
Gabriele Salvatores va guanyar el premi per primer cop el 2004.

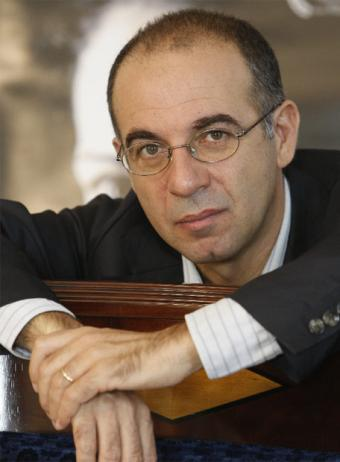
Giuseppe Tornatore ha guanyat el premi quatre vegades.

El director que ha rebut aquest premi diverses vegades ha estat Giuseppe Tornatore amb quatre victòries per La leggenda del pianista sull'oceano, Baarìa, La migliore offerta i La corrispondenza.

## Guanyadors
Els guanyadors del premi han estat:
- 2004: Io non ho paura de Gabriele Salvatores
- 2005: Alla luce del sole, dirigit per Roberto Faenza
- 2006: Romanzo criminale, dirigit per Michele Placido
  - La bestia nel cuore, dirigit per Cristina Comencini
  - Mai + come prima, dirigit per Giacomo Campiotti
  - Il mio miglior nemico, dirigit per Carlo Verdone
  - Notte prima degli esami, dirigit per Fausto Brizzi
- 2007: Rosso come il cielo, dirigit per Cristiano Bortone
  - Nuovomondo, dirigit per Emanuele Crialese
  - Saturno contro, dirigit per Ferzan Özpetek
  - Notte prima degli esami - Oggi, dirigit per Fausto Brizzi
- 2008: Parlami d'amore, dirigit per Silvio Muccino
  - La giusta distanza, dirigit per Carlo Mazzacurati
  - Lezioni di cioccolato, dirigit per Claudio Cupellini
  - Piano, solo, dirigit per Riccardo Milani
  - I Viceré, dirigit per Roberto Faenza
- 2009: Si può fare, dirigit per Giulio Manfredonia
  - Ex, dirigit per Fausto Brizzi
  - Pa-ra-da, dirigit per Marco Pontecorvo
  - La siciliana ribelle, dirigit per Marco Amenta
  - Solo un padre, dirigit per Luca Lucini
- 2010: Baarìa, dirigit per Giuseppe Tornatore
  - Baciami ancora, dirigit per Gabriele Muccino
  - Genitori & figli - Agitare bene prima dell'uso, dirigit per Giovanni Veronesi
  - Io, loro e Lara, dirigit per Carlo Verdone
  - L'uomo che verrà, dirigit per Giorgio Diritti
- 2011: 20 sigarette, dirigit per Aureliano Amadei
  - Benvenuti al Sud, dirigit per Luca Miniero
  - Noi credevamo, dirigit per Mario Martone
  - Un altro mondo, dirigit per Silvio Muccino
  - Vallanzasca - Gli angeli del male, dirigit per Michele Placido
- 2012: Scialla! (Stai sereno), dirigit per Francesco Bruni
- 2013: La migliore offerta, dirigit per Giuseppe Tornatore
  - Il principe abusivo, dirigit per Alessandro Siani
  - Una famiglia perfetta, dirigit per Paolo Genovese
  - Venuto al mondo, dirigit per Sergio Castellitto
  - Viva l'Italia, dirigit per Massimiliano Bruno
- 2014: La mafia uccide solo d'estate, dirigit per Pierfrancesco Diliberto
  - Il capitale umano, dirigit per Paolo Virzì
  - La grande bellezza, dirigit per Paolo Sorrentino
  - Sole a catinelle, dirigit per Gennaro Nunziante
  - Tutta colpa di Freud, dirigit per Paolo Genovese
- 2015: Noi e la Giulia, dirigit per Edoardo Leo
  - Anime nere, dirigit per Francesco Munzi
  - I nostri ragazzi, dirigit per Ivano De Matteo
  - Il giovane favoloso, dirigit per Mario Martone
  - Il ragazzo invisibile, dirigit per Gabriele Salvatores
- 2016: La corrispondenza, dirigit per Giuseppe Tornatore
  - Alaska, dirigit per Claudio Cupellini
  - Gli ultimi saranno ultimi, dirigit per Massimiliano Bruno
  - Non essere cattivo, dirigit per Claudio Caligari
  - Quo vado?, dirigit per Gennaro Nunziante
- 2017: In guerra per amore, dirigit per Pierfrancesco Diliberto
  - 7 minuti, dirigit per Michele Placido
  - L'estate addosso, dirigit per Gabriele Muccino
  - La pazza gioia, dirigit per Paolo Virzì
  - Piuma, dirigit per Roan Johnson
- 2018: Tutto quello che vuoi, dirigit per Francesco Bruni
  - Gatta Cenerentola, dirigit per Alessandro Rak, Ivan Cappiello, Marino Guarnieri, Dario Sansone
  - Gramigna - Volevo una vita normale, dirigit per Sebastiano Rizzo
  - Sicilian Ghost Story, dirigit per Fabio Grassadonia i Antonio Piazza
  - The Place, dirigit per Paolo Genovese
- 2019: Sulla mia pelle d'Alessio Cremonini
  - Call Me by Your Name, dirigit per Luca Guadagnino
  - Dogman, dirigit per Matteo Garrone
  - Euforia, dirigit per Valeria Golino
  - Moschettieri del re - La penultima missione, dirigit per Giovanni Veronesi
- 2020:
  - Mio fratello rincorre i dinosaure, dirigit per Stefano Cipani
  - Il traditore, dirigit per Marco Bellocchio
  - L'uomo del labirinto, dirigit per Donato Carrisi
  - La dea fortuna, dirigit per Ferzan Özpetek
  - Martin Eden, dirigit per Pietro Marcello